# Рубцова Валентина Павлівна
Валенти́на Па́влівна Рубцо́ва (нар. 3 жовтня 1977, Макіївка, Донецька область) — російська акторка театру та кіно, співачка українського походження.

## Біографія
З 1994 до 1996 року працювала в Донецькому обласному російському театрі юного глядача (Макіївка), спектаклі: рос. «Маскарад», рос. «Два клёна».
З 1996 до 2001 року — у театрі рос. ГИТИС, спектаклі: рос. «Голый король», рос. «Блоха», рос. «И смех, и грех».
З 1998 до 2003 року була солісткою гурту «Дівчата» (рос. «Девочки») (Продюсерський центр Ігоря Матвієнко).
2001 року закінчила Російську академію театрального мистецтва (рос. ГИТИС) за спеціальністю «акторське мистецтво».
Кандидатка у майстри спорту зі спортивної гімнастики.
2009 року отримала російське громадянство й одружилася з діджеєм Артуром Мартиросяном, старшим майже на 10 років.

### Громадянська позиція
У 2019 році в інтерв'ю російському YouTube-каналу «Емпатія Манучі» заявила, що Крим «історично завжди був територією Росії», й що своєю батьківщиною вважає Російську Федерацію. Через деякий час після інтервʼю зізналася, що має хвору голову і не підтримує окупацію Криму.

## Творчість
Колишня солістка гурту «Дівчата» (рос. «Девочки») (проєкт Ігоря Матвієнко)

### Спектаклі
- Маскарад (Донецький обласний ТЮГ (Макіївка))
- рос. Два клёна (Донецкий областной ТЮЗ (Макіївка))
- рос. И смех, и грех (навчальний театр рос. ГИТИС)
- Блоха (навчальний театр рос. ГИТИС)
- рос. Голый король (навчальний театр рос. ГИТИС)
- 12 стільців (2003–2004)
- Cats / Джемайма, Рамплтізер (2005–2006)

### Фільмографія
- 2004 — рос. Ландыш серебристый — Ліна (в епізоді рос. «Крепкий сон разума»)
- 2004 — Холостяки (в одному епізоді)
- 2005 — рос. Свой человек — дівчина в електричці (в одному епізоді)
- 2005 — рос. Аэропорт — Тутсі (Марія Рябоконь)
- 2006 — Хто в домі господар? — секретарка Рита Каблукова (в епізодах рос. «Правдивая ложь» і рос. «Свидание вслепую»)
- 2008 — 2011 — Універ — Таня Архіпова
- 2011 — рос. Мужская женская игра — Лиза, маляр, воротарка футбольної команди

### Озвучування
- Чародійки — Ірма
- Ханна Монтана — Лілі
- Мамма міа!

## Телебачення
Входить до складу акторських груп передач рос. «Слава Богу, ты пришёл!» і «Велика різниця» (Перший канал (Росія)).
Була «експерткою» у випуску передачі «Школа ремонту» від 16 жовтня 2010 на каналі ТНТ.
Її образ використано в рекламі ліків «Но-шпа» і «Зінеріт» (транслюються лише на каналі ТНТ і лише у зв'язці із серіалом «Універ»).

### «Велика різниця»
Були спародійовані:
- Ольга Серябкіна (1 випуск)
- Ксенія Бородіна (1 і 8 випуски)
- Ірина Слуцька (1 і 14 випуски)
- Лія Ахеджакова (7, 13 і 24 випуски)
- Дарина Мельникова (6 випуск)
- Інна Друзь (9 випуск, Олів'є-шоу 2010)
- Дар'я Сагалова (10 випуск)
- Віктория Дайнеко (10 випуск)
- Марія Козакова (10 і 25 випуски)
- Анна Руднєва (17 і 18 випуски)
- Надія Рум'янцева (25 випуск)
- Анжеліка Варум (6 червня 2010)
- Ангеліна Вовк
- Нейтирі з фільму Аватар
- Ядвіга Поплавська («Вялікая розніца» в Білорусі)
- Аліна Сандрацька (43 випуск)
- Наташа Корольова (43 випуск)
- Юлія Савичева (44 випуск)
- Ольга Бузова (49 випуск)